# Fra Tuck
Fra Tuck (Friar Tuck) è un tipo di personaggio delle leggende britanniche medievali, compagno di avventura di Robin Hood, raffigurato come un frate gioviale.
La figura di Tuck era comune nelle feste di maggio in Inghilterra e in Scozia tra il XV e il XVII secolo. Egli appare come personaggio nel frammento di una commedia su Robin Hood del 1475, a volte chiamata Robin Hood and the Knight ("Robin Hood e il cavaliere") o Robin Hood and the Sheriff ("Robin Hood e lo sceriffo"), e una commedia per le feste di maggio pubblicata nel 1560 che racconta una storia simile a Robin Hood and the Curtal Friar. Si è spesso dibattuto se il personaggio sia entrato nella tradizione attraverso queste commedie popolari. La sua apparizione in Robin Hood and the Sheriff significa che era già parte della leggenda all'incirca nel periodo in cui venivano realizzate le più antiche copie superstiti delle ballate su Robin Hood.

## Altri media

### Cinema

#### Versione Disney

Fra Tuck nella versione Disney

Fra Tuck appare con le sembianze di un tasso nel film Disney Robin Hood del 1973.
Religioso della contea di Nottingham e sacerdote della chiesa locale, il buon Fra Tuck tenta di opporsi all'avidità dell'usurpatore al trono d'Inghilterra, il Principe Giovanni, aiutando la povera cittadinanza del suo villaggio. In accordo con il fuorilegge Robin Hood e il suo fido compagno Little John, che derubano i ricchi per sfamare i poveri, aiuta i due furfanti a consegnare i frutti dei loro furti alle persone più bisognose: vedove, invalidi, anziani. Verso la fine del film, stanco dei soprusi dello Sceriffo di Nottingham, dopo averlo visto confiscare le offerte per i poveri ed essere stato minacciato per le sue proteste, si infuria e lo aggredisce violentemente con un bastone, venendo tratto in arresto con l'accusa di alto tradimento. Desideroso più che mai di catturare e uccidere Robin, Giovanni decide di usare il frate come esca, impiccandolo pubblicamente per stanare il fuorilegge. Robin accorre nella notte per trarlo in salvo, scarcerando l'intera popolazione e depredando il tesoro reale. Alla fine Tuck celebrerà il matrimonio tra Robin Hood e Lady Marian cui partecipa l'intera popolazione di Nottingham.
Fra Tuck è un personaggio caratterizzato da una grandissima generosità: nonostante le casse della sua chiesa siano vuote in questo periodo di improponibili tasse, dà ogni singola moneta alla bisognosa cittadinanza di Nottingham senza appropriarsi di nulla. La sua bontà è in netta contrapposizione con la perfidia dello Sceriffo di Nottingham, che al contrario del tasso è avido e malvagio, e ogni volta che vede il frate entrare in una casa, lo segue riscuotendo come tassa il denaro che il frate ha appena consegnato ai poveri cittadini. Questa contrapposizione è evidenziata dalla lotta tra Fra Tuck e lo Sceriffo, dove il religioso dimostra un inaspettato coraggio.
Il personaggio è doppiato da Andy Devine nella versione originale e da Manlio De Angelis in quella in italiano.

### Letteratura
Compare come comprimario nei due romanzi di Alexandre Dumas intitolati Robin Hood. Il principe dei ladri e Robin Hood il proscritto.
Fra Tuck è anche un personaggio minore del romanzo Ivanhoe di Walter Scott. Presentato inizialmente come "chierico di Copmanhurst", offre ospitalità al Cavaliere Nero.